# 朝日美穂
朝日 美穂（あさひ みほ、1972年9月12日 - ）は、大阪府出身のシンガーソングライター。東京都及び千葉県佐倉市で育ち千葉県私立八千代松陰高等学校を経て、早稲田大学第二文学部西洋哲学専修卒業、文学士（早稲田大学）、血液型B型。

## 経歴
1995年
「しあわせをうたおう」で、リットーミュージック主催AXIAアーティストオーディションの優秀賞とサウンド&レコーディング賞を受賞。
1996年
ミニ・アルバム「Apeiron」でデビュー。
1997年
Sony Recordsからメジャー・デビュー。
2000年
Sony Recordsと契約解消。
岡村靖幸トリビュート・アルバム企画を組織化する。
2001年
直枝政広と江口寿史と共にビキニレコードを発足。
2002年
自身のレーベル、朝日蓄音の運営開始。
2006年
川本真琴ともりばやしみほと共にミホミホマコトとして活動。

## ディスコグラフィ

### シングル
1. MELT IN BLUE (1996年11月29日)7inch アナログ・シングル
2. momotie (1997年7月21日)
3. 勉強 (1997年10月22日)
4. 唇に (1998年1月21日)
5. さかさまパラシュート (1998年7月18日)テレビ朝日「ミッドナイトマーメイド」テーマ曲
6. Eternal Flower (1999年3月20日)
7. Daisy (1999年6月19日)
8. Happy New Year (2002年12月16日)
9. ドットオレンジ模様の恋心 (2005年10月24日)

### 配信限定シングル
1. 夏のトレモロ（2008年7月25日）
2. Jav Jav 〜レインブーツでおいで（2008年11月20日）

### ミニ・アルバム
1. Apeiron (1996年10月10日)
2. HOLIDAY (2002年6月21日)

### フル・アルバム
1. ONION (1998年1月21日)
2. THRILL MARCH (1999年7月21日)
3. ホリアテロリズム (2004年12月18日)
4. Classics (2006年10月11日)
5. ひつじ雲 (2013年7月7日)
6. 島が見えたよ (2020年7月9日)
7. フラミンゴ・コスモス (2025年4月9日)